# Технологија старог Египта
Технологија старог Египта описује уређаје и технологије измишљене или коришћене у старом Египту. Египћани су измислили и користили многе једноставне машине, као што су рампа и полуга, да помогну процесима изградње. Користили су ужад да учврсте греду бродова. Египатски папир, направљен од папируса, и грнчарија су се масовно производили и извозили широм Средоземља. Точак је коришћен у бројне сврхе, али су кочије ушле у употребу тек после Другог прелазног периода. Египћани су такође играли важну улогу у развоју медитеранске поморске технологије, укључујући бродове и светионике. 

## Технологија у династичком Египту
Значајан напредак у старом Египту током династичког периода укључује астрономију, математику и медицину. Њихова геометрија је била неопходан резултат истраживања да би се очувао распоред и власништво над плодним пољопривредним земљиштем, које је сваке године поплавила река Нил. Правоугли троугао и друга правила служили су за представљање праволинијских структура, као и архитектуре стубова и надвратника Египта. Египат је такође био центар истраживања алхемије за већи део западног света.

### Папир, писање и библиотеке
Реч папир потиче од грчког израза за древни египатски материјал за писање по имену папирус, који је формиран од испрекиданих трака биљака папируса. Папирус је произведен у Египту још 3000. године пре нове ере и продаван је старој Грчкој и Риму. Оснивање Александријске библиотеке ограничило је набавку папируса за друге. Према римском историчару Плинију Старијем (Познавање природе, xiii.21), као резултат тога, пергамент је измишљен под покровитељством Еумена II да би се изградила његова библиотека у Пергаму. Међутим, ово је мит; пергамент је био у употреби у Анадолији и другде много пре успона Пергама.
Египатски хијероглифи, фонетски систем писања, послужили су као основа за феничанско писмо из којег су настала каснија писма, као што су хебрејско, грчко и латинско. Са овом способношћу, писањем и вођењем записа, Египћани су развили један од првих (ако не и први) декадних система.
Град Александрија је задржао предност због својих записа и свитака са својом библиотеком. Ова древна библиотека је оштећена у пожару када је пала под римску власт, и потпуно је уништена до 642. године. Тиме је изгубљена огромна количина античке литературе, историје и знања.

### Структуре и конструкције

#### Материјали и алати
Неки од старијих материјала који су се користили у изградњи египатских кућа укључивали су трску и глину. Према Лукасу и Харису, трска је била малтерисана глином како би се ефикасније заштитили од топлоте и хладноће. Алати који су коришћени укључивали су кречњак, клесано камење, дрвене мотке и камене чекиће, али и неке софистицираније ручне алате. 
На пример, стари Египћани су очигледно користили бургије за бушење камена бар још пре Четврте династије, вероватно направљене од бакра и коришћене у комбинацији са тврђом абразивном материјом. Међу археолозима је било спора око тога да ли је абразив био кварцни песак или тврђи минерал као што је корунд или [[Дијамант], и да ли је био лабав или уграђен у метал.

#### Грађевине
Многи египатски храмови данас су рушевине а неки су потпуно изгубљени. Египатске структуре су међу највећим грађевинама које су људи икада осмислили и изградили. Они представљају један од најмоћнијих и најтрајнијих симбола древне египатске цивилизације. Храмови и гробнице које је изградила Хатшепсут, били су огромни и укључивали су многе њене колосалне статуе. Тутанкамонова гробница у стенама у Долини краљева била је пуна накита и антиквитета. У неким касним митовима, Птах је идентификован као главно земаљско божанство, сматран је богом занатства, а посебно заната обраде камена. Имхотеп, који је био укључен у египатски пантеон, био је први документовани инжењер.
У хеленистичком Египту развијена је технологија светионика, а најпознатији пример је светионик у Александрији. Александрија је била лука за бродове који су трговали робом произведеном у Египту или увезеном у Египат. Огромна конзолна дизалица подизала је терет на и са бродова. Сам светионик је пројектовао Сострат и саграђен је у 3. веку пре нове ере (између 285. и 247. п. н. е.) на острву Фарос у Александрији, које је од тада постало полуострво. Овај светионик је у своје време био познат и знање о њему никада није изгубљено.

#### Споменици
Долина Нила је била место једне од најутицајнијих цивилизација на свету са својим архитектонским споменицима, који укључују комплекс пирамида у Гизи и Велику Сфингу.
Најпознатије пирамиде су египатске пирамиде— огромне структуре изграђене од цигле или камена, од којих су неке међу највећим конструкцијама људи. Пирамиде су служиле као гробнице за фараоне. У старом Египту, пирамида се називала мер, буквално место успона. Кеопсова пирамида највећа је у Египту и једна од највећих грађевина на свету. База је површине преко 13 ари (53.000 m²). То је једно од седам светских чуда старог света и једино од седам које је преживело до модерног доба. Древни Египћани су врхове својих пирамида покривали позлаћеним пирамидионима и покривали њихове зидине углачаним белим кречњаком. Већина завршног камења је отпало или је уклоњено за употребу на другим структурама током миленијума.
Црвена пирамида (око 26. век пре нове ере), названа по светло гримизној нијанси њених изложених гранитних површина, трећа је највећа египатска пирамида. Микеринова пирамида, која вероватно датира из истог доба, изграђена је од кречњака и гранитних блокова. Кеопсова пирамида (око 2580. п. н. е) садржи огроман саркофаг направљен од црвеног асуанског гранита. Углавном срушена Црна пирамида која датира из периода владавине Аменемхета III некада је имала пирамидион од полираног гранита или завршни камен, који је сада изложен у главној сали Египатског музеја у Каиру. Друге употребе у Старом Египту укључују стубове, надвратнике, прагове, довратнике и зидне и подне облоге.
Стари Египћани су имали неке од првих монументалних камених грађевина (као на пример у Сакари). Како су Египћани обрађивали чврсти гранит је још увек предмет расправе. Археолог Патрик Хант је претпоставио да су Египћани користили шмиргл за који се показало да има већу тврдоћу по Мосовој скали. Што се тиче конструкције, од различитих метода које су евентуално користили градитељи, полуга је померала и подизала обелиске тешке више од 100 тона.

#### Обелисци и стубови
Обелисци су били истакнути део староегипатске архитектуре, постављени у паровима на улазима разних споменика и важних грађевина као што су храмови. Енциклопедија Британика је 1902. објавила: Најранији храмски обелиск који је још увек на месту је онај Сенусрета I из XII династије у Хелиополису (висок 68 стопа). Реч обелиск је пре грчког него египатског порекла јер је Херодот, велики путник, био први писац који је описао те предмете. Познато је да је преживјело двадесет девет древних египатских обелиска, плус недовршени обелиск који је изградила Хатшепсут како би прославила своју шеснаесту годину као фараон. Сломио се док је вађен из каменолома и напуштен је када је други направљен да га замени. Сломљени је пронађен у Асуану и пружа неке од јединих увида у методе како су тесани. 
Обелиск је симболизовао небеско божанство Ра а током кратке верске реформације Ехнатона речено је да је окамењени зрак Атона, сунчевог диска. Египтолог са Универзитета у Њујорку Патрисија Блеквел Гери и главни уредник часописа Астрономија Ричард Талкот претпостављају да су облици древне египатске пирамиде и обелиска изведени из природних феномена повезаних са Сунцем (бог сунца Ра је највеће божанство Египћана). Такође се сматрало да је божанство постојало унутар структуре. Египћани су такође увелико користили стубове.
Није познато да ли су стари Египћани имали змајеве, али тим предвођен Морин Клемонс и Мори Гарибом подигао је обелиск од 5.900 фунти, 15 стопа (4,6 м) у вертикални положај помоћу змаја, система котура и потпорног оквира. Морин Клемонс је развила идеју да су стари Египћани користили змајеве за рад. 
Откривено је да су рампе биле широко коришћене у старом Египту. Рампа је нагнута раван, или равна површина постављена под углом (осим под правим углом) у односу на хоризонталну површину. Коса раван омогућава да се савлада велики отпор применом релативно мале силе на већој удаљености него што се терет треба подићи. У нискоградњи се нагиб (однос успона/дуже) често назива нагибом. Коса раван је једна од општепризнатих једноставних машина. Морин Клемонс је касније предводила тим истраживача који су демонстрирали змаја направљеног од природног материјала и ојачаног шелаком (који је према њиховом истраживању повукао са 97% ефикасности најлона), на ветру од 9 миља на час, лако би повукао просечан камен пирамиде од 2 тоне до 1. два реда пирамиде (у сарадњи са Калом Поли, Помона, на пирамиди од 53 камена изграђеној у Розамонду, Калифорнија).

### Пловидба и бродоградња
Стари Египћани су донекле имали знање о конструкцији једрењака. То је утврђено налазима о њиховој науци о аеродинамици. Најранија египатска једра су једноставно постављана да би ухватила ветар и гурнула брод. Каснија египатска једра која датирају из 2400. године пре нове ере изграђена су са могућношћу да бродови могу да плове против ветра користећи систем подизања једара. Краљица Хатшепсут је надгледала припреме и финансирање експедиције од пет бродова, од којих је сваки био дугачак седамдесет стопа и са неколико једара.
- Египатски брод, 1250. године пре нове ере на Црвеном мору
- Египатски брод са лабавим једром, сличан дракару. Од 5. династије (око 2700. п. н. е)
- Модел брода из Старог краљевства (2686. – 2181. п. н. е)
- Управљачко весло египатског речног чамца постављено на крму приказано у гробници Мене (око 1422. – 1411. п. н. е)
- Утовар египатских пловила са производима из Пунта.

Стари Египћани су имали искуства у изградњи разних бродова. Неки од њих су преживели до данас као брод из Куфуe. Бродови су пронађени у многим областима Египта као на пример чамци из Абидоса и остаци других бродова пронађени у близини пирамида.
Снеферуов древни брод од кедровине који се спомиње у Похвали двеју земаља је прва забележена референца где се брод помиње по имену.
Египћани су били први који су користили кормила на крми (не модерног типа, већ весла за управљање у средини).
Први ратни бродови Древног Египта конструисани су током раног Средњег краљевства а можда и на крају Старог краљевства, али први помен и детаљан опис довољно великог и тешко наоружаног брода датира из 16. века пре нове ере.
Према грчком историчару Херодоту, Нехо II је послао експедицију Феничана, која је наводно у неком тренутку између 610. и пре 594. п. н. е. за три године отпловила од Црвеног мора око Африке до ушћа Нила. Неки египтолози оспоравају да би египатски фараон одобрио такву експедицију, осим због трговине на древним поморским путевима.
Веровање у Херодотовом извештају, које му је пренето усменим предањем, је првенствено зато што је он са неверицом изјавио да су Феничани док су пловили западним курсом око јужног краја Либије (Африка) имали сунце са њихове десне стране – северно од њих (Историја 4.42) – у  Херодотово време није било опште познато да је Африка била окружена океаном (с тим што се сматрало да је јужни део Африке повезан са Азијом). Ово је толико фантастична тврдња типичног примера приче неких морепловаца и Херодот је стога можда никада не би споменуо, да није била заснована на чињеницама и направљена са одговарајућим инсистирањем.
Међутим, овај рани опис Нехове експедиције у целини је споран, чак су Страбон, Полибије и Клаудије Птолемеј сумњали у истинитост описа. Египтолог А. Б. Лојд сугерише да су Грци у то време разумели да би свако ко иде довољно на југ, а затим се окрене на запад, имао Сунце на десној страни, али је сматрао да је невероватно да су отпловили тако далеко на југ Африке. Он сугерише да је изузетно мало вероватно да би се египатски краљ понашао или могао да се понаша као што је приказан Нехо и да је прича можда била покренута неуспехом Сатасповог покушаја да оплови Африку за време владавине Ксеркса I. Без обзира на то, у то су веровали Херодот и Плиније Старији.
Много раније, Народи са мора су били конфедерација помораца који су упловили на источне обале Медитерана, изазвали политичке немире и покушали да уђу или контролишу египатску територију током касне Деветнаесте династије, а посебно током 8. године владавине Рамзеса III из Двадесете династије. Египатски фараон Мернептах их експлицитно помиње термином стране земље (или 'народи') мора у свом Великом натпису из Карнака.  Иако неки историчари верују да су напали Кипар и Левант, ова хипотеза је спорна.

### Наводњавање и пољопривреда
Наводњавање као вештачка примена воде на земљиште донекле је коришћено у старом Египту, хидротехничкој цивилизацији (која подразумева хидротехничко инжењерство). У биљној производњи се углавном користи за замену падавина које недостају у периодима суше, за разлику од ослањања на директне падавине (које се називају пољопривреда на сувом или кишне фарме). Пре него што је технологија напредовала, народ Египта се ослањао на природни ток реке Нил да би наводњавао усеве. Иако је Нил обезбеђивао довољно воде за опстанак припитомљених животиња, усева и народа Египта, било је тренутака када би Нил преплавио подручје изазивајући пустош широм земље. Постоје докази да је древни египатски фараон Аменемхет III из Дванаесте династије (око 1800. п. н. е) користио природно језеро Фајум као резервоар за складиштење вишкова воде за употребу током сушних сезона, пошто је језеро сваке године набујало због поплаве Нила. Изградња дренажних канала смањила је проблеме великих поплава од поплављивања домова и усева; али пошто је то била хидротехничка цивилизација, велики део управљања водама је контролисан на систематски начин.

### Обрада стакла
Најраније познате стаклене перле из Египта направљене су током Новог краљевства око 1500. године пре нове ере и произведене су у различитим бојама. Направљене су намотавањем растопљеног стакла око металне шипке и биле су веома цењене као трговачка роба, посебно плаве перле, за које се веровало да имају магичне моћи. Египћани су правили мале тегле и боце користећи методу формираног језгра. Стаклене нити су биле намотане око вреће песка везане за шипку. Стакло је непрестано загревано да би се конци спојили. Врећа са песком покривена стаклом је држана у покрету све док се не постигне потребан облик и дебљина. Штап је остављан да се охлади, а затим врећа бушена и песак је изливан и поново употребљаван. Египћани су такође створили прве обојене стаклене шипке које су користили за прављење шарених перли и украса. Такође су радили са ливеним стаклом, које се производило уливањем растопљеног стакла у калуп, слично гвожђу и модернијим челиком за производњу лончића.

### Астрономија
Египћани су били практичан народ и то се огледа у њиховој астрономији за разлику од Вавилоније где су први астрономски текстови писани у астролошким терминима. Чак и пре него што су Горњи и Доњи Египат уједињени 3000. године пре нове ере, посматрања ноћног неба утицала су на развој религије у којој су многа главна божанства била небеска тела. У Доњем Египту, свештеници су градили кружне зидове од блатних цигала помоћу којих су правили лажни хоризонт где су могли да обележе положај сунца док излази у зору, а затим виском бележе северну или јужну прекретницу (солстициј). То им је омогућило да открију да је сунчевом диску, персонификованом као Ра, требало 365 дана да путује од свог родног места у време зимског солстиција и назад до њега. У међувремену, у Горњем Египту, се развијао лунарни календар заснован на понашању Месеца и поновном појављивању Сиријуса у његовом хелијакалном изласку након његовог годишњег одсуства од око 70 дана.
Након уједињења, проблеми са покушајем рада са два календара (оба у зависности од сталног посматрања) довели су до спојеног, поједностављеног грађанског календара са дванаест месеци од 30 дана, три сезоне од по четири месеца, плус додатних пет дана, дајући 365- године, али без начина да се обрачуна додатни дан тромесечја сваке године. Дан и ноћ су подељени у 24 целине, од којих је свака персонификована божанством. Сунчани сат који је пронађен на кенотафу Сетија И са упутствима за његову употребу показује нам да је дневно светло у једном тренутку било подељено на 10 целина, са 12 сати за ноћ и сат за јутарњи и вечерњи сумрак. Међутим, по Сетијевом времену дан и ноћ су обично били подељени на по 12 сати, чија би дужина варирала у зависности од доба године.
Кључно за већину овога било је кретање бога сунца Ра и његово годишње кретање дуж хоризонта при изласку сунца. Из египатских митова као што су они око Ра и богиње неба Нут произашао је развој египатског календара, мерења времена, па чак и концепта краљевске породице. Астрономски плафон у гробници Рамзеса VI показује како се сунце рађа из Нуте ујутру, путује дуж њеног тела током дана и гута га ноћу.
Током Пете династије шест краљева је изградило храмове сунца у част Ра. Храмски комплекси које је изградио Њусере Ини у Абу Гурабу и Усеркаф у Абусиру су откривени и имају астрономска поравнања, а кровове неких зграда посматрачи су могли да користе за посматрање звезда, израчунавање времена заласка сунца и предвиђање изласка сунца током верских празника.
Постоје тврдње да је прецесија еквиноција била позната у старом Египту пре времена Хипарха. То је, међутим, оспоравано на основу тога што се у прехипарховим текстовима не помиње прецесија и да се само лукавим тумачењем древних митова и слика, које се наводно односе о нечем другом, може уочити у њима прецесија, уз помоћ неких прилично езотерична нумеролошка спекулација која укључује 72 године које означавају један степен промене у зодијачком систему и било који број пермутација множењем, дељењем и сабирањем.
Међутим, треба имати на уму да египатско посматрање споро мењајућег звезданог поравнања током вишегодишњег периода не значи нужно да су разумели или чак знали шта се дешава. На пример, од Средњег краљевства па надаље користили су табелу са уносима за сваки месец да би одредили доба ноћи од појаве сазвежђа. Они су после неколико векова погрешили због свог календара и прецесије, али су копирани (са грешкама писца) дуго након што су изгубили своју практичну корисност или могућност разумевања и употребе у текућим годинама, а не у годинама у којима првобитно су коришћени.

### Медицина
Папирус Едвина Смита је један од првих медицинских докумената који још увек постоје, а можда и најранији документ који покушава да опише и анализира мозак: с обзиром на то, може се сматрати самим почецима неуронауке. Међутим, историчари медицине верују да је староегипатска фармакологија била углавном неефикасна. Према раду који је објавио Мајкл Д. Паркинс, 72% од 260 медицинских рецепата у Хеарстовом папирусу није имало куративне елементе. Према Мајклу Д. Паркинсу, фармакологија отпадних вода је прво почела у старом Египту и наставила се кроз средњи век, и док употреба животињске балеге може имати лековита својства, није без ризика. Праксе као што су наношење крављег измета на ране, бушење ушију, тетовирање и хроничне инфекције уха биле су важни фактори у развоју тетануса. Франк Ј. Сноек је написао да је египатска медицина користила мушне пеге, крв гуштера, свињске зубе и друге такве лекове за које верује да су могли бити штетни.
Мумификација мртвих није увек практикована у Египту. Када је пракса почела, појединац је стављан на последње почивалиште кроз сет ритуала и протокола. Египатска сахрана је била сложена церемонија која је укључивала разне споменике, молитве и ритуале у част покојника. Сиромашни, који нису могли да приуште скупе гробнице, сахрањивани су у плитким гробовима у песку, а због сушног окружења често су природно мумифицирани.

### Точак
Докази указују на то да су Египћани користили грнчарске точкове у производњи грнчарије још од Четврте династије (око  2613. до 2494. п. н. е.). Стругови су познати најраније од 1300. године пре нове ере, али Флиндерс Петри је тврдио да су коришћени још од Четврте династије, на основу трагова алата пронађених на каменим зделама из тог периода.  Међутим, верује се да су кочије уведене тек инвазијом Хикса у Другом прелазном периоду (око 1650. п. н. е. до око 1550. п. н. е.); током Новог краљевства (око 1550. п. н. е. до око 1077. п. н. е.), кочије су имале централно место у староегипатској војсци.

### Други развој догађаја
Египћани су развили разноврстан намештај. У земљама старог Египта налазе се први докази о столицама, креветима и столовима (као из гробница сличних Тутанкамоновој). Пронађени староегипатски намештај укључује кревет из трећег миленијума пре нове ере откривен у Тарханској гробници, око 2550. године пре нове ере, позлаћени сет из гробнице краљице Хетеферес I, и столица из Тебе из периода око 1550. п. н. е..
Неки сугеришу да су Египћани имали неки облик разумевања електрицитетних појава посматрајући муње и интеракцију са електричним рибама (као што је Malapterurus electricus) или другим животињама (као што су електричне јегуље). Чини се да коментар о муњама потиче од погрешног разумевања текста који се односи на високе стубове прекривене бакарним плочама да би то аргументовао али др Болко Стерн је детаљно објаснио зашто врхови стубова прекривени бакром (који су били нижи од повезаних стубова) нису повезани са струјом или муњом, истичући да у Египту нису пронађени докази о било чему коришћеном за манипулисање електричном енергијом и да је реч о магијској, а не техничкој инсталацији.

## Каснија технологија у Египту

### Грчко-римски Египат
Под хеленистичком влашћу, Египат је био један од најпросперитетнијих региона хеленистичке цивилизације. Древни египатски град Ракотис је реновиран као Александрија, која је постала највећи град Средоземља. Под римском влашћу, Египат је био један од најпросперитетнијих региона Римског царства, а Александрија је по величини била друга после Старог Рима.
Недавна истраживања сугеришу да водени точак потиче из Птолемејског Египта, где се појавио у 3. веку пре нове ере. Ово се посматра као еволуција точкова за подизање воде са лопатицама који су били познати у Египту век раније. Према Џону Питеру Олесону, и точак са преградама и хидраулична норија су можда измишљени у Египту до 4. века пре нове ере, а сакија је тамо измишљена век касније. Ово потврђују археолошки налази у Фајуму у Египту, где је пронађен најстарији археолошки доказ о воденом точку, у облику сакије који датира из 3. века пре нове ере. Папирус који датира из 2. века пре нове ере такође пронађен у Фајуму помиње водени точак који се користио за наводњавање, фреска из 2. века пре нове ере пронађена у Александрији приказује сакију са преградама, а списи Каликсена са Родоса помињу употребу сакије у Птолемејском Египту за време владавине Птолемеја IV у касном 3. веку пре нове ере.
Старогрчка технологија је често била инспирисана потребом да се побољша оружје и тактика у рату. Староримска технологија је скуп артефаката и обичаја који су подржавали римску цивилизацију и омогућили ширење римске трговине и римске војске током скоро хиљаду година.

### Арапско-исламски Египат
Под арапском влашћу, Египат је поново постао један од најпросперитетнијих региона широм Медитерана. Египатски град Каиро основао је Фатимидски калифат и служио је као његов главни град. У то време, Каиро је био други после Багдада, главног града ривалског Абасидског калифата. Међутим, након пада Багдада, Каиро је постао највећи град у медитеранском региону све до раног модерног периода.
Исламски проналасци у средњем веку обухватају проналаске развијене у средњовековном исламском свету, региону који се простирао од Ал Андалуза и Африке на западу до Индијског потконтинента и Средње Азије на истоку. Временски оквир исламске науке и инжењерства покрива општи развој науке и технологије у исламском свету.